# San Agustín (Schiff, 1769)
Die San Agustín war ein 74-Kanonen-Linienschiff der San-Juan-Nepomuceno-Klasse der spanischen Marine, das von 1768 bis 1805 in Dienst stand.

## Geschichte

### Bau
Die spätere San Agustín wurde am 16. Juni 1763 bestellt und unter der Bauaufsicht des Schiffbaumeisters Manuel de Zubiria in einer Werft im Ort Guarnizo bei Santander gebaut. Der Stapellauf erfolgte am 8. Dezember 1768 anschließend wurde sie nach Ferrol zur Ausrüstung verlegt.

### Einsatzgeschichte
Nach ihrer Indienststellung führte sie zwischen dem 26. Juli und 5. August 1769 Seeerprobungen durch und sollte nach diesen Nachschub zu den spanischen Kolonien in Amerika transportieren, wurde aber Anfang 1770 bis Ende 1773 aufgelegt, da es nicht benötigt wurde.
Während des Spanisch-Portugiesischen Krieges (1776–1777) wurde die San Agustín von zwei portugiesischen Kriegsschiffen vor der südamerikanischen Küste angriffen und nach einer nächtlichen Verfolgungsjagd zur Aufgabe gezwungen. Anschließend wurde das Schiff als Santo Augustinho in den Dienst der portugiesischen Marine gestellt, musste aber bereits nach dem Vertrag von San Ildefonso vom 1. Oktober 1777 an Spanien zurückgegeben werden.
Während des amerikanischen Unabhängigkeitskrieges belagerten spanische und französische Streitkräfte das britische Gibraltar (Belagerung von Gibraltar (1779–1783)). Zur Versorgung dieses Stützpunktes entsandten die Briten Konvois. Um diese abzufangen, kreuzte Anfang 1780 ein spanisches Geschwader von 13 Schiffen (11 Linienschiffe und 2 Fregatten), die unter dem Kommando von Admiral Don Juan de Lángara standen, vor dem Kap St. Vinzenz. Als ein entsprechender britischer Geleitzug erschien, war jedoch die Sicherung der britischen Marine mit 18 Linienschiffen stärker als erwartet. In der folgenden Seeschlacht bei Kap St. Vincent wurden sechs der neun am Gegner stehenden spanischen Linienschiffe gekapert, ein weiteres explodierte und nur die San Agustín und San Lorenzo konnten entkommen.
In den folgen den Koalitionskriegen kämpfte die San Agustín im Zweiten Seegefecht vor Algeciras am 12. Juli 1801 und während der Seeschlacht von Trafalgar am 21. Oktober 1805 wieder gegen die Briten. Dabei wurde sie während der Schlacht von Trafalgar nach schwerem Kampf, mit 181 Toten und 201 Verwundeten unter ihrer Besatzung, durch die Briten gekapert. Sie sank am Folgetag auf Grund der erlittenen Schäden.